# Eugène Le Goff
Pour les articles homonymes, voir Le Goff.
Eugène Le Goff est un coureur cycliste français, né le 2 septembre 1909 à Motreff et mort le 17 mars 1998 à Fouesnant. 
Eugène Le Goff est le frère de deux anciens coureurs cyclistes :
- Yves
- Louis

## Palmarès
- 1929
  - 2e étape du Grand Prix d'Aix-les-Bains
  - 3e du Grand Prix d'Aix-les-Bains
- 1930
  - 3e du Circuit du Bocage vendéen
- 1932
  - 3e du Circuit du Bocage vendéen
- 1933
  - 3e du GP Wolber indépendants

## Résultats sur les grands tours

### Tour de France
2 participations
- 1933 : 16e
- 1934 : abandon (4e étape)